# آنگلوپولیس
آنگلوپولیس (انگلیسی: Angelópolis) نام شهری در کشور کلمبیا است.